# Thomas Huston Macbride
Thomas Huston Macbride ( 31 de julio de 1848 - 27 de marzo de 1934) fue un profesor, geólogo, botánico, y micólogo estadounidense, pionero en el estudio taxonómico de Myxomycetes.

## Algunas publicaciones
- Job Bicknell Ellis, Thomas Huston Macbride. 1896. Nicaraguan Hymenomycetes. 5 pp.
- 1910. The folk-lore of plants. 19 pp.
- 1912. The botany of Shakespeare: a paper read before the Contemporary club, Davenport, Iowa, 1899. Ed. T.J. Fitzpatrick. 18 pp. Reeditó en 2010 Kessinger Publ. 22 pp. ISBN 1162169990
- 1912. Twenty-five years of botany in Iowa. 21 pp.

### Libros
- 1893. A New cycad. Ed. Iowa. Univ. 393 pp.
- 1893. A new physarum from Colorado. Volumen 2, Nº 4 de Studies in natural history. 390 pp.
- 1894. A key to the more common species of native and cultivated plants occurring in the northern United States: to accompany Macbride's Lessons in botany. Ed. Allyn & Bacon. 104 pp.
- Mordecai Cubitt Cooke, George Abraham Rex, Elias Judah Durand, Andrew Price Morgan, Thomas Huston Macbride. 1895. Myxomycetes of the United States
- 1895. Lessons in Elementary Botany for Secondary Schools. 233 pp. reeditó BiblioBazaar en 2010, 260 pp. ISBN 1143547055
- 1899. The North American slime-mounds: being a list of all species of Myxomycetes hitherto described from North America, including Central America. Ed. Macmillan Co. 269 pp. Reeditó BiblioLife, en 2010, 298 pp. ISBN 1149485612
- 1900. Geology of Osceola and Dickinson Counties. 51 pp.
- 1901. Geology of Clay and O'Brien Counties. 48 pp.
- 1902. Geology of Cherokee and Buena Vista counties: with notes on the limits of the Wisconsin drift as seen in northwestern Iowa. Reports and papers, Iowa Geological Survey. Ed. B. Murphy. 353 pp.
- 1903. Geology of Kossuth, Hancock and Winnebago counties. Ed. Murphy. 43 pp.
- 1905. The geology of Emmet, Palo Alto and Pocahontas Counties. 50 pp.
- 1907. On certain fossil plant remains in the Iowa Herbarium. Ed. Putnam Memorial Fund. 162 pp.
- 1910. Geology of Hamilton-Wright. Ed. Iowa Geological Survey. 50 pp.
- 1916. On the campus: addresses delivered at various times before university and college audiences. Ed. Torch Press. 262 pp.
- 1922. The North American slime-moulds: a descriptive list of all species of myxomycetes hitherto reported from the continent of North America, with notes on some extralimital species. Ed. Macmillan Co. 347 pp.
- 1928. In cabins and sod-houses. Ed. The State historical society of Iowa. 368 pp.
- -----------, George Willard Martin. 1934. The Myxomycetes: a descriptive list of the known species with special reference to those occurring in North America. Ed. Macmillan Co. 339 pp.

## Honores
Fue el décimo Presidente de la Universidad de Iowa, entre 1914 a 1916

### Epónimos
- (Acanthaceae) Sanchezia macbridei Leonard[1]
- (Amaranthaceae) Alternanthera macbridei Standl.[2]
- (Amaryllidaceae) Hippeastrum macbridei (Vargas) Gereau & Brako[3]
- (Apiaceae) Cynomarathrum macbridei A.Nelson[4]
- (Araceae) Anthurium macbridei K.Krause in J.F.Macbr.[5]
- (Asteraceae) Ageratina macbridei (B.L.Rob.) R.M.King & H.Rob.[6]
- (Boraginaceae) Plagiobothrys macbridei I.M.Johnst.[7]
- (Brassicaceae) Descurainia macbridei O.E.Schulz in J.F.Macbr.[8]
- (Bromeliaceae) Puya macbridei subsp. yungayensis W.Weber[9]
- (Cactaceae) Opuntia macbridei Britton & Rose[10]

- La abreviatura «T.Macbr.» se emplea para indicar a Thomas Huston Macbride como autoridad en la descripción y clasificación científica de los vegetales.[11]